# Композитні ферміони
Композитні ферміони — складні ферміонні квазічастки, введені для теоретичного пояснення дробового квантового ефекту Холла в кінці 80-х років Джайном. Він модернізував так звану функцію Лафліна
{\displaystyle \psi _{\frac {1}{2m+1}}(z_{1},...z_{N})=\prod _{i<j}(z_{i}-z_{j})^{2m}\psi _{1}}
шляхом введення оператора проєкції {\displaystyle P_{LLL}} на найнижчий рівень Ландау
{\displaystyle \psi _{\frac {p}{2mp+1}}(z_{1},...z_{N})=P_{LLL}\prod _{i<j}(z_{i}-z_{j})^{2m}\psi _{p}}
щоб отримати числа заповнення виду:
{\displaystyle \nu ={\frac {p}{2mp+1}}}.
Цей фактор заповнення можна переписати в інверсній формі у вигляді:
{\displaystyle {\frac {1}{\nu }}=2m+{\frac {1}{p}}},
який в подальшому і виступає як основа підходу Джайна. Електрони «дробового КЕХ» тут виступають як маніфестація композитних електронів «цілочисленого КЕХ». Тому цілочисленні значення {\displaystyle p=\nu ^{*}} фактора заповнення для композитних ферміонів, які відповідають електронному фактору заповнення {\displaystyle \nu }. Величина {\displaystyle 2m(m=1,2,3...)} є кількість квантів магнітного потоку, які «приєднані» («attached») або «прив'язані» («bound») до кожного електрона, і томі різні значення {\displaystyle m} відповідають різним послідовностям станів дробового КЕХ. Наприклад, при {\displaystyle m=1} можна отримати знамениту послідовність {\displaystyle \nu =1/3;2/5;3/7;...} (яка спостерігається в експерименті) і може бути переписана шляхом використання ефективного магнітного поля {\displaystyle B^{*}}, яке в концепції композитних ферміонів має вигляд:
{\displaystyle B^{*}=B(1-2m\nu )=B-2mn\Phi _{0}}.
Звідси видно, що кожен електрон ніби- то підбирається та нейтралізується {\displaystyle 2m} елементарними магнітними потоками {\displaystyle \Phi _{0}}, що приводить до результуючого зменшення магнітного поля {\displaystyle B} до значення {\displaystyle B^{*}}.
Слід відзначити, що ці два рівняння і є основним джерелом цього цікавого підходу Джайна. Очевидно, що вони підтверджуються чисельними експериментальними результатами і тому мають певне відношення до реальності. Проте в рамках теоретичного підходу це всього лише певні припущення (вірніше аксіоми). Більше того, із самої модернізованої функції Лафліна, що описує основний стан системи, зовсім не випливає логічно існування якихось квазічасток, які заповнюють p-й рівень Ландау. Дійсно, необхідно мати надзвичайну уяву, щоб спостерігати повне заповнення найнижчого рівня Ландау композитними ферміонами, виходячи тільки з вигляду функції Лауфліна, котра в частковому випадку підходу Джайн має: m = 1, p = 1. Таким чином, природно виникає запитання: «Що таке композитні ферміони»?
В рамках підходу Джайна: композитні ферміони — це електрони, які переносять парні числа вершин (vortices) багаточастинкової хвильової функції.
Слід відзначити, що вершини є синоніми нулів модернізованої хвильової функції Лафліна перед проєкцією, котрі руйнуються {\displaystyle P_{LLL}} — процедурою.
Найповніше визначення композитних ферміонів належить Симону (S.H. Simon):
„Фізика композитних ферміонів розпочалася в 1989 році з публікацією статті Джайна, який запропонував так званий мепінг (відображення) між хвильовими функціями станів цілочисленного КЕХ та наближеними, проте «надзвичайно хорошими» хвильовими функціями дробно квантованих станів. Цей мепінг хвильових функцій може розглядатися як зв'язок між парними числами вершин (нулів) для кожного електрона, перетворюючи його в композитний ферміон.
Ця трансформація Симона-Черна (Chern-Simons) електронів у композитні ферміони ще отримала назву трансформація сингулярного калібрування' (singular gauge transformation) і сьогодні широко використовується при розгляді дробного КЕХ, як «доказ» того, що взаємодіючі електрони в зовнішньому магнітному полі {\displaystyle B}, можуть бути замінені на невзаємодіючі композитні ферміони в ефективному магнітному полі {\displaystyle B^{*}}.

## Критика концепції КФ
Слід відзначити, що сьогодні концепція композитних ферміонів піддається серйозній критиці Шріваставалою (Keshav N. Shrivastava) та Дьяконовим (M.I. Dyakonov) . Наприклад, Дьяконов пише:»Сьогодні ми знаходимося в досить незручній позиції: з одного боку багато експериментальних фактів підтверджують ідею композитних ферміонів, котра виконує ролю «єдиного» теоретичного опису явища. Безумовно вона відповідає певній реальності. Проте з іншого боку, ніхто не показав теоретично існування композитних ферміонів, як квазі- вільних часток. Більше того, ця концепція не дає відповідь на ряд простих фундаментальних запитань і не пояснює, що ж таке композитний ферміон.“
Одночасно з концепцією композитних ферміонів Джайна була висунута в кінці 80-х концепція магнітних квазізарядів Якимахи . Ці обидві концепції певним чином пов'язані між собою ефектами Аронова- Бома та квантуванням магнітних монополів, і тому піддаються критиці з боку Шріваставали, котрий не визнає навіть можливість існування якихось квазічасток з магнітним зарядом: "Якщо квант магнітного потоку приєднується (attached) до електрона, тоді не має відповідності цієї потоко- приєднаної (flux-attached) моделі з експериментальними даними по КЕХ, оскільки немає ніяких монополів в GaAs.
Досить показовою є критика концепції «композитних ферміонів» (КФ) з боку Шрівастави , в якій дещо розшифровується його тлумачення цього явища. Він вважає, «що в рамках підходу КФ припускається існування кванту магнітного потоку {\displaystyle \phi _{0}=h/e} як незалежної частки, котра може бути приєднаною до електрона, формуючи при цьому зв»язаний стан, який при цьому містить парне число квантів магнітного потоку та один електрон, наприклад. Ці композитні ферміони шукаються в дробному КЕХ, де і можуть існувати. Магнітне поле виробляється струмами, так що одночасно повинні існувати. Теорія таких КФ не може бути сформульовано послідовно з первинних параметрів, проте присутня амбіція та претензії на відкриття нових теорій та нових принципів. Не зважаючи на декілька років копіткої праці та биття в барабани/бубни, теорія КФ до сих пір не відома. А оскільки ще немає такої теорії, тому неможливо побачити КФ в експериментальних даних. Вже багато разів наукова спільнота інформувалась про відсутність КФ, і тому експериментори повинні відмовитися від подібних заяв про «нові відкриття», проте нові початківці перманентно приходять в науку, вони читають старі статті, і заявляють, що спостерігають КФ. Тому на зустрічі Американського Фізичного Товариства (APS) і було звернено увагу на те, що КФ не існують. Тому претензії Гійома Жерве (Guillaume Gervais) про спостереження КФ є фальшиві.“

## Дивись також
- Квантовий ефект Хола
- Квант магнітного потоку